# Новоашировский сельсовет
Новоашировский сельсовет — сельское поселение в Матвеевском районе Оренбургской области Российской Федерации.
Административный центр — село Новоаширово.

## История
9 марта 2005 года в соответствии с законом Оренбургской области № 1904/312-III-ОЗ образовано сельское поселение Новоашировский сельсовет, установлены границы муниципального образования.

## Население
| 2010 | 2012 | 2013 | 2014 | 2015 | 2016 | 2017 |
| ---- | ---- | ---- | ---- | ---- | ---- | ---- |
| 398  | ↘389 | ↘377 | ↘376 | ↘357 | ↘349 | ↘345 |
| 2018 | 2019 | 2020 | 2021 |      |      |      |
| ↘331 | ↘328 | ↘326 | ↘315 |      |      |      |

## Состав сельского поселения
| № | Населённый пункт | Тип населённого пункта       | Население |
| - | ---------------- | ---------------------------- | --------- |
| 1 | Заря             | посёлок                      | 68        |
| 2 | Новоаширово      | село, административный центр | 330       |